# In the Shadow of the Moon (film)
Ne doit pas être confondu avec  In the Shadow of the Moon.
Pour plus de détails, voir Fiche technique et Distribution.
In the Shadow of the Moon est un film américain réalisé par Jim Mickle et sorti en 2019.

## Synopsis
Philadelphie 1988, Thomas Lockhart (Boyd Holbrook), jeune agent de police, est appelé sur le site de l’accident d’un bus public. La victime, conductrice de bus, présente la particularité d’avoir répandu son cerveau liquéfié, ainsi que la marque de trois étranges perforations dans la nuque. L’information est alors communiquée que deux cas semblables se sont produits dans la ville. Durant l’investigation, une quatrième victime affirme, avant de mourir, avoir été agressée par une femme. La poursuite d’une tueuse en série est menée et l’agent Lockhart parvient à tuer l’assassin localisé.
Philadelphie 1997, la tueuse refait surface et tue à nouveau. L’inspecteur Lockhart est le seul à penser qu’elle n’est pas une imitatrice mais, contre toute logique, que la tueuse est vraiment réapparue. La traque devient alors une obsession.
Des années plus tard, Lockhart convainc Rya, adulte, d'assumer la mission après que le terroriste du groupe de milice ait déclenché une nouvelle guerre civile en 2024, alors qu'elle n'avait que neuf ans. Rya voyage dans le temps, apparaissant tous les neuf ans dans l'ordre chronologique inverse, injectant dans la nuque de ses cibles un isotope déclenché à distance. De son point de vue, les événements de 2006 n'ont pas encore eu lieu et sa main n'est pas encore blessée. Submergé par la culpabilité d'avoir causé la mort de sa propre petite-fille, Lockhart avoue l'avoir tuée en 1988. Convaincu que sa cause est juste, il la laisse accomplir sa mission. Après le départ de Rya dans le passé, un Rao âgé déclenche les injections, tuant les cibles de Rya et effaçant l'attaque terroriste et la guerre civile qui a suivi la ligne du temps.
En 2015, Lockhart retrouve sa famille et saisit l'opportunité d'un nouvel avenir avec sa petite-fille.

## Fiche technique
Sauf indication contraire, les informations mentionnées dans cette section peuvent être confirmées par la base de données cinématographiques IMDb,  présente dans la section « Liens externes ».
- Titre original : In the Shadow of the Moon
- Réalisation : Jim Mickle
- Scénario : Gregory Weidman et Geoff Tock
- Musique : Jeff Grace
- Direction artistique : Russell Barnes
- Décors : Jason Clarke
- Costumes : Michelle Lyte
- Photographie : David Lanzenberg
- Montage : Michael Berenbaum
- Production : Rian Cahill, Brian Kavanaugh-Jones, Jim Mickle, Linda Moran et Ben Pugh

Production déléguée : Aaron Barnett
- Sociétés de production : 42, Automatik et Nightshade
- Société de distribution : Netflix
- Pays de production :  États-Unis
- Langue originale : anglais
- Format : couleur
- Genre : thriller policier, science-fiction
- Durée : 115 minutes
- Dates de sortie :
  - États-Unis : 21 septembre 2019 (Fantastic Fest)
  - Monde : 27 septembre 2019 sur Netflix

## Distribution
- Boyd Holbrook (VF : Jérémy Prévost) : Thomas « Tom » Lockhart
- Cleopatra Coleman (VF : Dorothée Pousséo) : Rya
- Michael C. Hall (VF : Patrick Mancini) : Holt
- Bokeem Woodbine (VF : Frantz Confiac) : Maddox
- Rudi Dharmalingam (en) (VF : Hervé Rey) : Naveen
- Al Maini : Naveen, âgé
- Sarah Dugdale : Amy, à 18 et 27 ans
- Rachel Keller : Jean
- Ryan Allen : Palmer
- Tony Nappo (en) : Clark
- Philippa Domville : Arleen
- Gabrielle Graham : Tabitha
- Julia Knope : Candace
- Trisha Blair : une infirmière
- Quincy Kirkwood : Amy, à 9 ans

## Production
Le tournage débute le 2 juillet et s’achève le 27 août 2018 en Ontario au Canada

## Accueil
Le film est sélectionné et projeté le 21 septembre 2019 au festival du film fantastique d’Austin. Le 27 septembre 2019, il est distribué sur Netflix.